# لوئی چهارم
لوئی چهارم(زاده ۹۲۰ یا ۹۲۱ میلادی - درگذشت ۹۵۴) دارای لقب Transmarinus یا d'Outremer یا پادشاه آنسوی دریا؛ پادشاه فرانسه از ۹۳۶ تا سال مرگش بود.
او از سال ۹۳۶ تا ۹۵۴ پادشاه فرانک باختری بود. او یکی از اعضای دودمان کارولنژی و تنها پسر شارل سوم، پادشاه فرانک باختری، و همسر دومش، ائادگیفو از وسکس، دختر ادوارد مهتر، پادشاه وسکس بود. دوره پادشاهی لویی چهارم عمدتاً از طریق «سالنامه‌های فلودوارد» و «تاریخچه‌های» ریچروس شناخته می‌شود.
در بهار سال ۹۳۶، هوگوی بزرگ، سفارتی به وسکس فرستاد تا از لویی دعوت کند که «بیاید و ریاست پادشاهی را بر عهده بگیرد» (فلودوارد). شاه اتلستن، دایی لویی، پس از آنکه اعضای سفارت را وادار کرد که سوگند یاد کنند که پادشاه آینده وفاداری همه واسال‌ها را خواهد داشت، به او اجازه داد تا به همراه مادرش ائادگیفو، برخی اسقف‌ها و خدمتکاران وفادار به خانه بازگردد. لویی پس از چند ساعت سفر دریایی، در ساحل بولونی وفاداری هیو و برخی از اشراف فرانک را که دستان او را بوسیدند، دریافت کرد. وقایع‌نگار ریچروس یک داستان جالب از این اولین ملاقات را نقل می‌کند که نشان از چالاکی و توانمندی لویی جوان دارد.
لویی و درباریانش سپس سفر خود را به سمت لان آغاز کردند، جایی که مراسم تاج‌گذاری قرار بود برگزار شود. لویی چهارم در روز یکشنبه، ۱۹ ژوئن ۹۳۶، توسط اسقف اعظم آرتالد از ریمز تاج‌گذاری کرد. این مراسم احتمالاً در صومعه نوتردام و سن ژان در لاو (فرانسه) برگزار شد و احتمالاً به درخواست پادشاه، زیرا لاو به‌عنوان شهری نمادین برای کارولنژی‌ها شناخته می‌شد و احتمالاً خود او نیز در آنجا متولد شده بود.

## زندگی‌نامه
وی از دودمان کارولنژی‌ها بود. پدرش شارل ساده پادشاه فرانسه و مادرش ایدگیفو دختر ادوارد مهتر پادشاه انگلستان بود. هنگامی که بزرگان کشور پدرش را برکنار کردند و روبر یکم را به جایش بر تخت نشاندند وی تنها دو سال داشت. هنگامی که سه ساله بود روبر یکم مرد و رودولف فرانسه دوک بورگوندی به جایش بر تخت پادشاهی نشست. هنگامی که پدرش با توطئه به زندان افتاد و دربند شد مادرش لوئی خردسال را برداشت و به انگلستان در آن سوی آب (کانال مانش) رفت.
هنگامی که در ۹۳۶ م رودلف مرد، بزرگان کشور به رهبری هوگوی بزرگ از لوئی خواستند تا به فرانسه برگردد. وی در ۱۹ ژوئن همان سال به فرانسه آمد و در لاو تاجگذاری کرد، ولی فرمانروایی‌اش به لاو و بخش‌هایی از شمال فرانسه محدود می‌شد. وی با وجود سیاست‌هایی که پی‌ریزی کرده بود، ولی کشورش دچار درگیری‌های درونی و بیش از همه با هوگوی بزرگ کنت پاریس بود. در ۹۳۹. م، او با اوتوی بزرگ امپراتور مقدس روم و پادشاه فرانک خاوری بر سر لورن درگیر شد، ولی سرانجام با پیمان ازدواج وی با خواهر اوتو، گربرگای ساکسونی این اختلاف فروکش کرد. از این ازدواج دو پسر و یک دختر پدید آمد.
لوئی چهارم در ۱۰ سپتامبر ۹۵۴ در رنس از اسب به زمین‌خورد و درگذشت. پیکر وی را در کلیسای سن‌رمی به خاک سپردند.